# Michelle Weber
Michelle Weber (Vereeniging, 28 de setembro de 1996) é uma maratonista aquática sul-africana.

## Carreira

### Rio 2016
Weber competiu nos 10 km feminino nos Jogos Olímpicos de Verão de 2016, ficando na 18ª colocação.